# 佐伯亜魅加
佐伯 亜魅加（さいき あみか、2003年9月12日 - ）は、日本の女子バレーボール選手である。

## 来歴
愛媛県松山市出身。祖母と母の影響で9歳の頃からバレーボールを始める。
松山東雲高等学校を経て、2021/22シーズン、V.LEAGUE DIVISION1 WOMEN（V1女子）に所属する岡山シーガルズの内定選手となった。内定選手としてV1女子の試合に出場し、Vリーグデビューを果たした。
2022年、高校卒業後に、岡山シーガルズに入団した。2022年12月24日、V1女子オールスターゲームに出場し、VOM（V-leaguer Of the Match、試合で最も活躍した選手）を受賞する活躍を見せた。
2023年、日本代表登録メンバーに選出された。

## 球歴
- 日本代表（2023年）

## 所属チーム
- 松山東雲高等学校（2019-2022年）
- 岡山シーガルズ（2022年-）